# Альтудов, Юрий Камбулатович
Юрий Камбулатович Альтудов (кабард.-черк. Алътуд Къамболэт и къуэ Юрий; 11 сентября 1954, Сармаково, Зольский район, Кабардино-Балкарская АССР) — доктор технических наук, доктор экономических наук, профессор. Ректор Кабардино-Балкарского государственного университета имени Х. М. Бербекова с 2015 по 2019 год. Лауреат Государственной премии Российской Федерации в области науки и техники. Действительный государственный советник Российской Федерации III класса.

## Биография
1971—1974 — студент КБГУ, г. Нальчик
1974—1978 — студент Московского инженерно-физического института
1978—1981 — аспирант Московского инженерно-физического института
1981—1992 — начальник лаборатории, отдела, зам. начальника специального конструкторского бюро, главный инженер завода полупроводниковых приборов производственного объединения «Элькор» Министерства электронной промышленности СССР, г. Нальчик, Кабардино-Балкарская Республика
1992—2004 — Председатель Государственного комитета по управлению государственным имуществом Кабардино-Балкарской Республики, заместитель Премьер-министра (Председателя Правительства) Кабардино-Балкарской Республики, первый заместитель Премьер-министра (Председателя Правительства) Кабардино-Балкарской Республики, глава Административного комитета программы «Стабилизация и развитие экономики Кабардино-Балкарской Республики» (Администрация свободной экономической зоны «Кабардино-Балкария»), постоянный представитель Кабардино-Балкарской Республики при Президенте Российской Федерации
2004—2005 — Президент Кабардино-Балкарского отделения Академии технологических наук
2005—2009 — начальник инспекции по контролю расходов федерального бюджета городами федерального значения и особыми экономическими зонами Департамента контроля расходов средств городами федерального значения, ЗАТО и городами, имеющими особый статус; начальник инспекции по контролю за источниками финансирования дефицита федерального бюджета Департамента контроля за приватизацией, использованием и распоряжением государственной собственностью; начальник сводно-аналитической инспекции Департамента контроля за владением, пользованием и распоряжением федеральной собственностью Счётной палаты Российской Федерации, г. Москва
2009—2010 — депутат Парламента Кабардино-Балкарской Республики, президент Кабардино-Балкарского отделения Академии технологических наук, г. Нальчик
2010—2011 — первый заместитель постоянного представителя Кабардино-Балкарской Республики при Президенте Российской Федерации, г. Москва
2011— 22 октября 2013г. — депутат Парламента Кабардино-Балкарской Республики IV созыва.
2012—2013 — заместитель генерального директора ОАО Концерн «Созвездие», г. Воронеж
2013—2015 — первый заместитель председателя правительства КБР
C 20 июля 2015 — 2 декабря 2019 — ректор Кабардино-Балкарского государственного университета имени Х. М. Бербекова.

## Санкции
6 марта 2022 года после вторжения России на Украину подписал письмо в поддержу российской агрессии. С 9 июня 2022 года находится под персональными санкциями Украины за поддержку войны. Также был внесён ФБК в список коррупционеров и разжигателей войны за поддержку нападения на Украину, 16 марта 2022 года форумом свободной России внесён в санкционный «Список Путина» с предложением введения против него международных санкций.

## Личная жизнь
Женат, имеет 2 детей.